# Out in the Fields
«Out in the Fields» es una canción del guitarrista norirlandés de blues rock y hard rock Gary Moore, publicado como el primer sencillo del álbum Run for Cover en 1985 a través de Virgin Records. Al momento de ser lanzado en el Reino Unido fue bajo el apodo de Gary Moore & Phil Lynott, ya que el líder de Thin Lizzy colabora con su voz y con el bajo. Por otra parte, su letra trata sobre la crisis religiosa en Irlanda del Norte.
Obtuvo el puesto 5 en la lista UK Singles Chart, siendo la posición más alta para un sencillo de ambos músicos en el Reino Unido. Cabe señalar que es la última grabación que participó Phil Lynott, antes de su muerte el 4 de enero de 1986.
Tras su lanzamiento ha sido versionado por otros artistas como Michael Schenker Group en su disco Heavy Hitters (2005), Riot en The Brethren of the Long House (1996), Primal Fear en el recopilatorio Metal Is Forever - The Very Best of Primal Fear (2006), como lado B del single Paid in Full de la banda Sonata Arctica, en el disco Blackoustic de 2012 de los músicos Timo Kotipelto y Jani Liimatainen, entre otros.

## Lista de canciones
| Vinilo de 7" |                     |              |          |  |
| N.º          | Título              | Escritor(es) | Duración |  |
| 1.           | «Out in the Fields» | Moore        | 4:18     |  |
| 2.           | «Military Man»      | Lynott       | 5:28     |  |

| Vinilo de 7" (Edición limitada) |                                                |              |          |  |
| N.º                             | Título                                         | Escritor(es) | Duración |  |
| 1.                              | «Out in the Fields»                            | Moore        | 4:18     |  |
| 2.                              | «Military Man»                                 | Lynott       | 5:28     |  |
| 3.                              | «Still in Love With You»                       | Lynott       | 5:51     |  |
| 4.                              | «Stop Messin' Around» (cover de Fleetwood Mac) | Peter Green  | 3:55     |  |

| Vinilo de 12" |                          |              |          |  |
| N.º           | Título                   | Escritor(es) | Duración |  |
| 1.            | «Out in the Fields»      | Moore        | 4:18     |  |
| 2.            | «Military Man»           | Lynott       | 5:28     |  |
| 3.            | «Still in Love With You» | Lynott       | 5:51     |  |